# Martellotoren

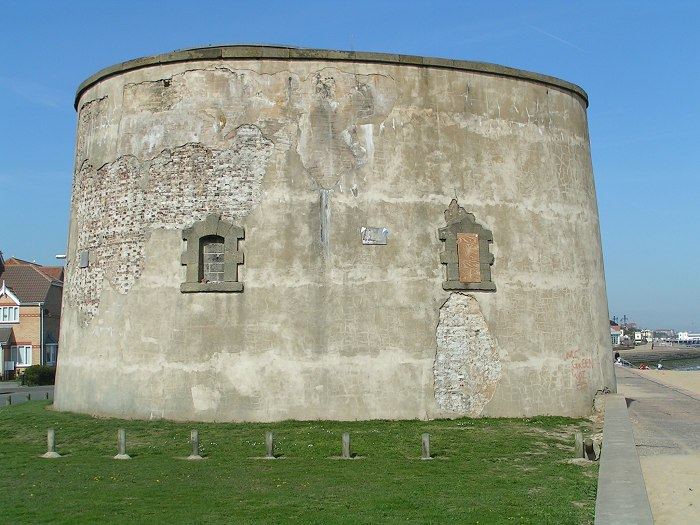
Martellotoren in Clacton-on-Sea

Diagram van het interieur van een martellotoren

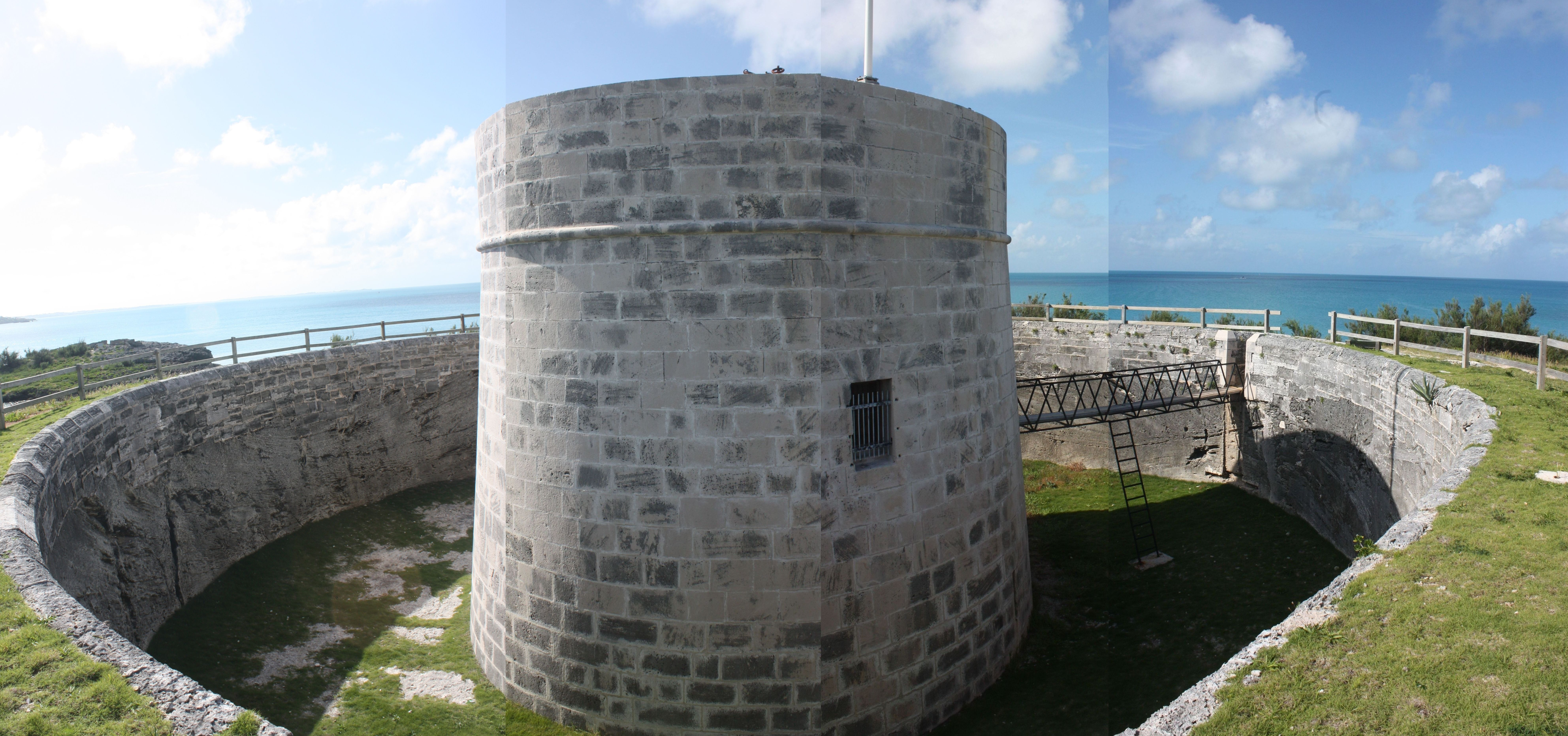
Martellotoren met droge gracht op Bermuda

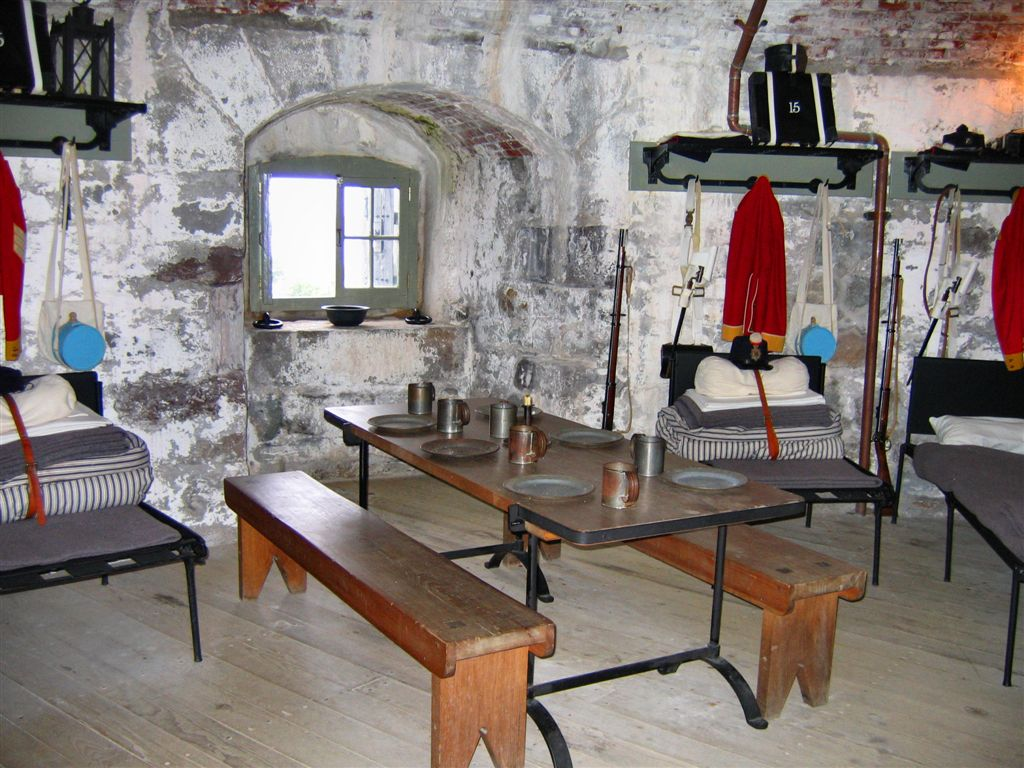
Interieur toren in Canada

Een martellotoren (Engels: Martello tower) is een type verdedigingsfort, dat in de negentiende eeuw op veel plaatsen in het Britse Rijk gebouwd is. Deze vrij simpele bouwwerken zijn nog te vinden langs de Britse kust.
De oorsprong van de martellotorens gaat terug tot de Torre di Mortella, een Genuese verdedigingstoren die tussen 1563 en 1564 gebouwd werd op het schiereiland Punto Mortella, in het noorden van Corsica.
Bij de Britse invasie van Corsica in 1794 werd de Torre di Mortella met veel moeite ingenomen door Britse troepen. Het was oorlogsschepen aanvankelijk niet gelukt om de toren te veroveren, pas na twee dagen van hevige gevechten konden Britse grondtroepen hem alsnog innemen. Uiteindelijk werd de toren in oktober 1796, bij de aftocht van de Britten, opgeblazen om hem onbruikbaar te maken. De Britten, onder de indruk van de eenvoud en efficiëntie van het bouwwerk, kopieerden het ontwerp van de verdedigingstoren. Met betrekking tot de naam werd echter een spelfout gemaakt door de toren niet 'Mortella tower', maar 'Martello tower' te noemen.

## Bouw en indeling
De torens waren tot twaalf meter hoog en hadden muren van zo'n 2,5 meter dik. De toegangsdeur was op ongeveer drie meter boven het maaiveld, zodat een ladder gebruikt werd om binnen te komen. Er waren schietsleuven in de muur gemaakt, zodat neerwaarts vuur op aanvallers mogelijk was.
Het platte dak had een hoge borstwering en in het midden een verhoogd platform met een draaipunt voor een kanon, dat een cirkel van 360° kon maken. Sommige torens kregen ook andere wapens, die echter niet volledig konden ronddraaien. De muren hadden smalle spleten voor defensief vuur.
Het interieur van een klassieke Britse martellotoren bestond uit twee verdiepingen. Soms had het bouwwerk ook een kelder. De begane grond diende als opslagruimte voor munitie, water en voedsel. De bezetting van 24 mannen en één officier was gelegerd in een kazemat op de eerste verdieping. Deze verdieping was verdeeld in verschillende kamers met open haarden voor koken en verwarming. De officier had een kamer die ongeveer even groot was als het manschappenverblijf.

## Toren bij Dublin
Voor literatuurliefhebbers is 'Martello tower' vooral de aanduiding voor de toren waar James Joyce enige tijd heeft gewoond, en waar ook een van zijn personages, Stephen Dedalus, woonachtig is. De toren van Joyce staat in Sandycove iets ten zuiden van Dublin en is tegenwoordig een museum.

## Overzicht

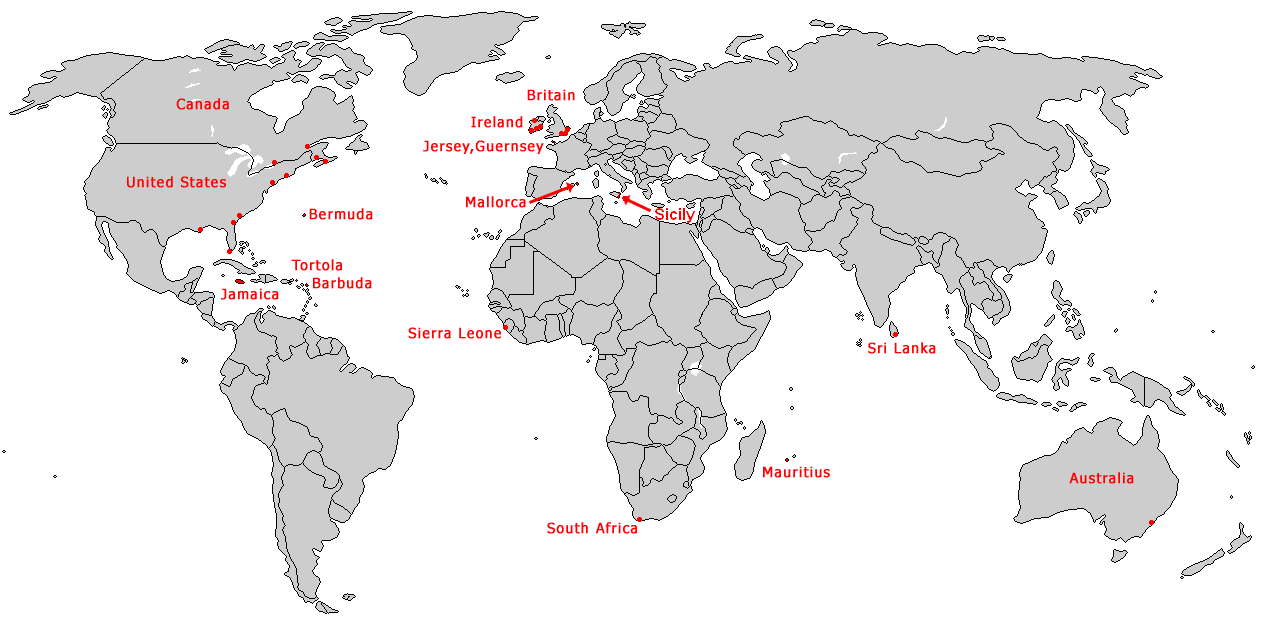
Overzicht van martellotorens wereldwijd